# First Direct Arena
First Direct Arena (w skrócie Leeds Arena) – arena w Leeds w Anglii. Znana z organizacji dużych koncertów i wydarzeń sportowych. Jej pojemność to 13.500 osób.  